# 빛과 그림자 (1985년 4월 드라마)
《빛과 그림자》는 1985년 4월 24일부터 1986년 1월 16일까지 방영된 한국방송공사 수목드라마로, 산업화, 기계화되어 가는 현대사회에 과연 어떻게 사는 것이 진실된 삶인가를 그렸다.

## 줄거리
수련의 성구는 헌신적인 사랑을 지닌 은애와 헤어지고 출세가 보장된 수정과 결혼을 하지만, 오랜 번민 속에서 결국은 통속적인 의미의 성공을 버리고 무의촌으로 들어간다.

## 등장 인물
- 서인석 : 성구 역
- 차화연 : 수정 역
- 이덕희 : 은애 역
- 김성수
- 이낙훈
- 반효정
- 정애란
- 장용
- 이미경
- 이일웅
- 유가영
- 김진해
- 서우림
- 이화영
- 노영국
- 송희남
- 고희준
- 이강수
- 최용욱
- 서영진
- 정인숙
- 윤영순
- 윤성옥
- 곽정희

## 제작진
- 극본: 이금림
- 연출: 최지민
- 기술감독: 정구언
- 조명감독: 정철주
- 영상: 김철규
- 녹화: 홍정근
- 음향: 김학수, 김비홍, 이용택
- 조명: 김길진, 김무웅, 장현기
- 미술감독: 이석우
- 타이틀: 우종만
- 무대 디자인: 박영대
- 장치: 최형주
- 분장: 이학재
- 미용: 김연순
- 소품: 허표영
- 의상: 조만기
- 야외촬영: 김동휘
- 야외조명: 김광수
- 음악: 임택수
- 효과: 손효신
- 주제가 작사: 박건호
- 작곡: 박춘석
- 노래: 패티김
- 카메라: 차종성, 김사성, 강원식
- 조연출: 안영동

| 한국방송공사 수목드라마                       | 한국방송공사 수목드라마                         | 한국방송공사 수목드라마                              |
| 이전 작품                                     | 작품명                                          | 다음 작품                                            |
| --------------------------------------------- | ----------------------------------------------- | ---------------------------------------------------- |
| 불꽃놀이 (1984년 10월 31일 ~ 1985년 4월 18일) | 빛과 그림자 (1985년 4월 24일 ~ 1986년 1월 16일) | 이별 그리고 사랑 (1986년 1월 22일 ~ 1986년 7월 31일) |